# Consejo de la Shura (Baréin)
El Consejo de la Shura de Baréin (Majlis al-shura), también conocido como Consejo Consultivo, es la cámara alta de la Asamblea Nacional, el principal cuerpo legislativo de Baréin. 
El Consejo está compuesto por cuarenta miembros nombrados directamente por el Rey de Baréin. Los cuarenta puestos del Consejo Consultivo combinados con los cuarenta puestos elegidos del Consejo de Representantes forman la Asamblea Nacional de Baréin. 
Todas las leyes (excepto los "reales decretos") deben ser aprobadas por ambas cámaras de la Asamblea. Esto permite que los expertos técnicos y las comunidades minoritarias desempeñen un papel dentro del proceso legislativo: en Baréin, se ha nombrado a una mujer cristiana de Baréin, Alees Samaan y un hombre judío de Baréin. Después de que hubo una gran decepción por el hecho de que no se eligiera a ninguna mujer para la cámara baja en las elecciones generales de 2002, se nombró a cuatro mujeres para el Consejo Consultivo. 
Alees Samann se convirtió el 18 de abril de 2005 en la primera mujer en presidir una sesión del parlamento en el mundo árabe aunque fue de manera puntual a causa del ausencia del presidente y adjunto de la cámara y según el reglamento debía presidir la sesión la persona de más edad que resultó ella.
Los partidarios del sistema se refieren a democracias como el Reino Unido y Canadá, que operan el mismo modelo bicameral con una cámara alta designada y una cámara baja elegida. Sin embargo, el gobierno que nomina a ciudadanos para la cámara alta es responsable ante los miembros de la cámara baja y, por lo tanto, ante los electores británicos y canadienses, respectivamente. Además, aunque cada una de estas cámaras superiores tiene un veto constitucional sobre la legislación, está fuertemente restringido por las convenciones constitucionales y políticas. 
Los críticos señalan que la familia gobernante ha tratado de utilizar el Consejo Consultivo designado para garantizar el poder de veto sobre toda la legislación. El consejo incluye a Faisal Fulad, un activista acusado en el escándalo de Bandargate de recibir ilegalmente un estipendio mensual de BD500 (US $ 1.326) por fomentar el odio sectario. 
Tras una reconciliación política entre el gobierno y la oposición chiita liderada por partido Al Wefaq, ha habido persistentes rumores de que el gobierno se está preparando para nominar a sus activistas para el Consejo Shura. Si bien los funcionarios del gobierno han negado el plan, los informes de la prensa en abril de 2006 afirmaron que los líderes de la oposición habían recibido garantías de un intermediario del gobierno de que algunas de sus figuras icónicas podrían ser nombradas para la Shura. Un informe agregó que los líderes de la oposición "ni aceptaron ni rechazaron la oferta, pero prometieron estudiarla con detenimiento".
Dos mujeres del Consejo Consultivo, fueron nombradas para el gabinete de gobierno: Nada Haffadh  se convirtió en la primera mujer ministra del gabinete de Baréin en 2004 asumiendo la cartera ce Ministra de Salud; la segunda mujer nombrada para el gabinete fue la ministra de Asuntos Sociales, Fatima Baloushi, también sirvió anteriormente en el Consejo. 
El presidente del Consejo Consultivo actúa como presidente de la Asamblea Nacional de Baréin cuando se reúne. La duración del consejo es de cuatro años. 